# گذرنامه مولداویایی
گذرنامهٔ مولداویایی یک مدرک سفر بین‌المللی است که توسط کشور مولداوی صادر می‌شود و بنا بر داده‌های سال ۲۰۲۳، دارندگان آن می‌توانستند به ۱۲۰ کشور دیگر بدون دریافت ویزا سفر کنند یا ویزا را در بدو ورود دریافت نمایند. این گذرنامه بر اساس رتبه‌بندی شاخص گذرنامهٔ هنلی در سال ۲۰۲۳ در رتبهٔ ۴۶ قرار داشت.